# Arnold Koller (Mediziner)
Arnold Koller (* 10. April 1874 in Herisau; † 25. September 1959 in Sufers; heimatberechtigt in Speicher) war ein Schweizer Psychiater.

## Leben
Arnold Koller wurde am 10. April 1874 als Sohn des Naturarztes Eduard Koller und seiner Frau Elisabetha (geborene Sauter) in Herisau geboren. Von 1893 bis 1898 besuchte er die Kantonsschule in St. Gallen. In den Jahren 1893 bis 1898 absolvierte er ein Medizinstudium an den Universitäten Basel und Zürich. Danach war er von 1899 bis 1900 Assistent an der kantonal-zürcherischen Irrenanstalt Burghölzli. Daran anschliessend fungierte er von 1900 bis 1905 als stellvertretender Direktor der kantonalen Anstalt Cery in der Gemeinde Prilly, bis er von 1905 bis 1908 am Aufbau der kantonalen Heil- und Pflegeanstalt in Herisau, deren Direktor er bis 1923 war, massgeblich mitwirkte. 1923 wechselte er als Chef zur wissenschaftlichen Abteilung des internationalen Büros gegen Alkoholismus nach Lausanne. Zwei Jahre später übernahm er die Leitung einer Privatklinik in Prilly. Danach bekleidete er von 1926 bis 1936 die Funktion des Direktors der Nervenheilanstalt Préfargier bei Neuenburg. Zuletzt war er von 1940 bis 1953 als Mitarbeiter der Psychiatrischen Poliklinik am Universitätsspital Zürich tätig.
Arnold Koller, der mit Sophie (geborene Fenner), Tochter von Johannes Fenner, verheiratet war, verstarb am 25. September 1959 im Alter von 85 Jahren in Sufers.

## Wirken
Arnold Koller gilt als ein Pionier der zu Beginn des 20. Jahrhunderts kaum geachteten Psychiatrie. Er leistete wertvolle Beiträge zur systematischen Arbeitstherapie, der Beruhigungs- und der Ordnungstherapie. Die von ihm im Pavillonsystem konzipierte Herisauer Anstalt war ihrer Zeit voraus und hatte Vorbildfunktion. Daneben beschäftigte er sich mit Irrenstatistik und stand der Schweizerischen Zentralstelle gegen Alkoholismus als Präsident vor.